# Ilex atrata
Ilex atrata är en järneksväxtart som beskrevs av William Wright Smith. Ilex atrata ingår i släktet järnekar, och familjen järneksväxter.

## Underarter
Arten delas in i följande underarter:
- I. a. glabra
- I. a. wangii